# Pseudomyrmex vitabilis
Pseudomyrmex vitabilis  (лат.) — вид древесных муравьёв рода Pseudomyrmex из подсемейства Pseudomyrmecinae (Formicidae). Новый Свет.

## Распространение
Южная Америка: Колумбия (Ward, 1989, 1993, 1999).

## Описание
Мелкого размера муравьи коричневого цвета, известные только по самке (рабочие особи и самцы не обнаружены). Длина головы самки (HL) 1,26 мм, ширина головы (HW) 0,71 мм. Формула щупиков: 5,3. Имеют относительно крупные глаза и сильное жало. Тело узкое, ноги короткие. Стебелёк между грудкой и брюшком состоит из двух узловидных члеников (петиоль и постпетиоль).
Живут, предположительно в полостях живых деревьев и кустарников различных растений, с которыми находятся во взаимовыгодных отношениях.

## Систематика
Вид был впервые описан в 1999 году американским энтомологом Ф. Уардом (Ward, P. S.) по самке. Принадлежат к видовой группе viduus species group, отличаясь вытянутой головой, широким профемуром и формой петиоля.